# Straßen und Plätze in Ludwigshafen am Rhein/O

## Oberlinstraße
67069 Ludwigshafen-Oppau
Johann Friedrich Oberlin war ein Pfarrer und Sozialpionier aus dem Elsass. Er verbesserte die Landwirtschaft, legte zusammen mit Bauern Brücken und Straßen an und gründete mehrere Industriebetriebe. Auf seine Initiative hin entstanden auch Kleinkinderschulen.
Die Oberlinstraße ist eine Verlängerung der Heinrich-Caro-Straße im Süden Oppaus.

## Oggersheimer Straße
67071 Ludwigshafen-Ruchheim
Die Oggersheimer Straße führt von der Maxdorfer Straße in Ruchheim nach Oggersheim und ändert nach der Überquerung der Bundesautobahn 650 auf Oggersheimer Gemarkung ihren Namen in Ruchheimer Straße.
Das Teilstück zwischen Schloss- und Pfalzgartenstraße wurde ursprünglich als Sieben-Bauern-Gasse bezeichnet. In diesem Bereich dominieren giebelständige Wohnhäuser des 19. Jahrhunderts, die ein anschauliches Bild einer ländlich geprägten Straße jener Zeit vermitteln,

## Orangeriestraße
67071 Ludwigshafen-Oggersheim
Eine Orangerie ist ein historischer repräsentativer Garten für Zitrusbäumchen.
Die Orangeriestraße erinnert an die Anlagen um das ehemalige Oggersheimer Schloss. Sie führt von der Mannheimer Straße zur Prälat-Claire-Straße und dem Bahnhof Oggersheim. Deshalb war der frühere Name Bahnhofstraße.

## Orffstraße
67061 Ludwigshafen
Carl Orff war ein deutscher Komponist und Musikpädagoge. Sein bekanntestes Werk ist die szenische Kantate Carmina Burana, die zu einem der populärsten Chorwerke des 20. Jahrhunderts wurde.

## Otto-Dill-Straße
67061 Ludwigshafen
Otto Dill war ein Maler. Er gilt neben Max Slevogt als der bedeutendste Maler der Münchner Schule in der Pfalz.
Die Otto-Dill-Straße befindet sich auf der Parkinsel. Als einzige Straße auf der Parkinsel verläuft sie in Nord-Süd-Richtung und verbindet den Schwanthaler Platz mit der Parkstraße.

## Otto-Stabel-Straße
67059 Ludwigshafen
Otto Stabel war ab März 1945 und trotz Mitgliedschaft in der NSDAP erster kommissarischer Oberbürgermeister der Stadt Ludwigshafen in der Nachkriegszeit. An der Otto-Stabel-Straße befindet sich das Moschhochhaus.